# 查爾斯頓鎮區 (北卡羅萊納州斯溫縣)
查爾斯頓鎮區（英語：Charleston Township）是位於美國北卡羅萊納州斯溫縣的一個鎮區。

## 地方資料
查爾斯頓鎮區的面積為698.26平方千米，皆為陸地。根據2020年美國人口普查的數據，當地共有人口12207人，而人口密度為每平方千米17.48人。